# 惲前程
惲前程（1920年10月-2018年5月8日），江蘇丹陽后巷镇华阳村人。中華人民共和國軍事將領，新四軍戰士、地下工作者、原福州军区空军司令部参谋长。

## 履歷
惲前程于12歲時進入上海私立增加小学就讀，又在上海中法学堂學習法語。中學就讀於无锡三里桥天主教堂原道中学。此時已經參加了學生運動。1937年，惲前程參加革命。歷任新四軍作戰參謀，華東野戰軍第6纵队第16师第46团第3营营长，是陳毅的舊部下。1952年，作為第二十四軍第72师第214团团长赴朝鮮參戰。回國後歷任空军司令部作战部副部长，福州军区空军参谋长。